# Константин Минков
Константин Константинович Минков (Constantin Mincoff; 21 май, Болград 1876 – 12 май 1929, София) е български дипломат и политик.

## Биография
Константин К. Минков е потомък от калоферския род Минкови, преселили се в Бесарабия по време на руско-турската война от 1768 г. Завършва Робърт колеж и продължава образованието си във Великобритания, където се запознава с бъдещата си съпруга, фолклористката Мери Елизабет Меридж (на английски: Elizabeth Marriage) и с която през 1904 сключва брак. Техен син е англицистът Марко Минков.
Константин Минков започва кариерата си в съдебната система. В началото на 1912 е назначен за първи секретар на българската легация в Лондон. По време на престоя си във Великобритания сътрудничи с Иван Евстратиев Гешов, като превежда на англиийски неговата книга Балканският съюз – Gueshoff I. E., The Balkan League.
След скъсването на дипломатическите отношения с Лондон през октомври 1916 той бива преместен в Хага и назначен на същата длъжност в легацията в Нидерландия. След края на войната е включен в българската делегация, която води преговорите за Ньойския договор. През 1920 Минков е между делегатите, заминали в Женева за учредителното събрание на Обществото на народите.
В 1925 г., когато е генерален секретар на министерството на външните работи, Минков има съществена роля при дипломатическото решаване на кризата, възникнала с инцидента при Петрич. Умира от сърдечен удар през 1929 г. и е погребан в София.